# Supercoppa italiana 2010 (pallacanestro maschile)
La Supercoppa italiana 2010, denominata per ragioni di sponsorizzazione Supercoppa Agos Ducato 2010, fu la 16ª supercoppa italiana di pallacanestro maschile.
Fu vinta da Mens Sana Siena per il quarto anno consecutivo, con il risultato finale di 82-64 su Virtus Bologna.
Il titolo di MVP dell'incontro è stato assegnato a Bo McCalebb, playmaker della squadra senese.

## Formula
Il trofeo è stato assegnato in una gara unica, disputata al Palasport Mens Sana di Siena il 10 ottobre 2010. Le squadre finaliste sono state quella dei campioni d'Italia in carica della Montepaschi Siena, e della Canadian Solar Bologna, finalista della Coppa Italia 2010 persa proprio contro Siena.

## Tabellino
| Arbitri: | Paternicò (Piazza Armerina) Sabetta (Termoli) Pozzana |

|              |            |               |
| McCalebb 16  | Punti      | 17 Poeta      |
| Stonerook 8  | Assist     | 2 Kemp, Poeta |
| Stonerook 10 | Rimbalzi   | 10 Homan      |
| Pianigiani   | Allenatori | Lardo         |

## Verdetti
- Vincitrice della Supercoppa: Mens Sana Siena
- MVP:  Bo McCalebb